# Semoy Hackett
Semoy Hackett (Trinidad y Tobago, 27 de noviembre de 1988) es una atleta trinitense, especialista en la prueba de 4 x 100 m, con la que ha logrado ser medallista de bronce mundial en 2015.

## Carrera deportiva
En el Mundial de Pekín 2015 gana la medalla de bronce en los relevos 4 x 100 m, tras las jamaicanas y estadounidenses.